# Nexenta OS
Nexenta OS je operační systém založený na OS Debian/Ubuntu a Solaris, navržený pro architektury IA-32 a x86-64. Objevil se na podzim roku 2005, poté, co společnost Sun Microsystems odstartovala projekt OpenSolaris (červen 2005). Verze 1.0 byla vydána v únoru 2008.